# Américo Menutti
Luis Américo Menutti (Buenos Aires, 1º maggio 1915 – ...) è stato un calciatore e allenatore di calcio argentino, di ruolo attaccante.

## Carriera
Arrivò in Italia in base alla legge che permetteva ai discendenti di italiani di vedersi naturalizzati. Nella stagione 1942-1943 giocò  con il Bari esordendo in massima serie il 4 ottobre 1942 in Bari-Liguria (2-0) e collezionando 24 presenze e 4 gol in Serie A.
Passò quindi al Lecce, in Serie C, con 4 presenze e due reti (contro Castellana e Molfetta) nell'anno in cui il Lecce vinse il campionato senza subire sconfitte. Dopo l'esperienza salentina lasciò per rientrare in Sudamerica.
Terminata la carriera da calciatore ha allenato, fra le altre, le formazioni argentine di CA Platense Sportivo Dock Sud e Club Atlético Colón.

## Palmarès

### Club
- Campionato argentino: 1

Boca Juniors: 1931
- Serie B: 1

Bari: 1941-1942

### Allenatore
- Liga Santafesina de Fútbol: 1

Colón: 1957